# Bitka v Rumenem morju
Bitka v Rumenem morju (rusko Бой в Жёлтом море, japonsko 黄海海戦, latinizirano: Kōkai kaisen) je bila pomorska bitka v rusko-japonski vojni, ki je potekala 10. avgusta 1904. V Ruski vojni mornarici je znana tudi kot bitka 10. avgusta. Bitka je preprečila poskus ruske flote preboja iz Port Arturja in združitve z vladivostoško eskadro ter jo je prisilila k vrnitvi v pristanišče. Štiri dni pozneje je bitka v Korejskem prelivu podobno preprečila izplutje vladivostoške eskadre in tako sta obe eskadri ostali v sidriščih.
Bitka v Rumenem morju je bil prvi večji spopad med flotami sodobnih jeklenih bojnih ladij v pomorski zgodovini.

## Ozadje
1. tihooceanska eskadra Ruske imperialne mornarice, ki ji je poveljeval admiral Wilgelm Vitgeft, je bila ujeta v Port Arturju od začetka pomorske blokade Japonske cesarske mornarice, ki se je začela 8. februarja 1904 z napadom na Port Artur. Konec julija in v začetku avgusta je Japonska cesarska vojska oblegala Port Artur, odnosi med admiralom Vitgeftom in ruskim namestnikom na Daljnem Vzhodu Jevgenijem Ivanovičem Aleksejevim pa so se vse bolj slabšali. Namestnik Aleksejev, bivši admiral, je zagovarjal agresivni napad, s katerim bi se lahko 1. tihooceanska eskadra združila z vladivostoško eskadro. Tako bi lahko nastala pomorska sila, ki bi lahko izzvala japonsko floto. Admiral Vitgeft je verjel, da je najvarnejša taktika flota v obstoju, po kateri bi ruska flota ostaja v sidrišču, hkrati pa prispevala nekaj svojega orožja h kopenski bitki. Vitgeft se je zavzemal za sledenje doktrini Ruske imperialne mornarice, ki je narekovala krepitev sil in nato spopad z Japonsko cesarsko mornarico v odločilni bitki.
Aleksejev se je pritožil v Sankt Peterburg in car Nikolaj II. mu je odgovoril, da se strinja z njim. S carsko odločbo in grožnjo pravnega ukrepanja je bilo admiralu Vitgeftu naročeno nemudoma odpluti v Vladivostok. 10. avgusta ob 06.15 je admiral Vitgeft s svoje poveljniške ladje Cesarjevič začel voditi svoje bojne ladje iz pristanišča.

## Bitka

### Začetek
Ob 9.55 je njegova flota izplula iz vhoda v pristanišče in tihooceanska eskadra admirala Vitgefta je izvedla lažni manever proti jugozahodu, da bi prikrila dejanski namen. S tem je zamaknil zbiranje sil admirala Tōga Heihachira. Vitgeftu je njegova poteza kupila nekaj časa, vendar je Tōgō predhodno ukazal svojim ladjam, naj se zberejo blizu Encounter Rocka za primer, če bi admiral Vitgeft odplul po tej poti. Ob 11.00 je bilo jasno v katero smer pluje Vitgeftova flota – na odprto morje. Rusko eskadro so sestavljale bojne ladje Cesarjevič, Retvizan, Pobjeda, Peresvet, Sevastopol, Poltava, zaščitene križarke Askold, Diana, Novik, Pallada in 14 rušilcev.
Okrog 12.25 sta floti bojnih ladij zagledali druga drugo pri Encounter Rocku na razdalji okrog 18 km. Vitgeftova bojna flota je plula na jugovzhod s 13 vozli (24 km/h), Tōgō pa je, na poti, da jih prestreže, plul s severovzhoda s 14 vozli (26 km/h). Njegova fltoa je bila sestavljena s petih preživelih bojnih ladij Mikasa, Asahi, Fudži, Šikišima, oklepnice Čin Jen, oklepnih križark Nisšin in Kasuga ter osmih zaščitenih križark, 18 rušilcev in 30 torpednih čolnov. Takrat so se pojavile štiri križarke admirala Deve (Čitose, Takasago, Jakumo in Kasagi) in se hitro bližale z juga z 18 vozli (33 km/h), Tōgō pa je poskusil stisniti floto admirala Vitgefta med dve napredujoči koloni.
Malo po 13.00 je Tōgō poskusil prečkati Vitgeftov T in je začel streljati s svojimi glavnimi baterijami s skrajne razdalje več kot 13 km. Vitgeft je z bojno ladjo Retvizan vrnil ogenj, ampak razdalja je bila prevelika za obe strani in zadetkov ni bilo. Tōgō je narobe izračunal svojo hitrost, ko je poskusil prečkati sovažnikov T in Vitgeft se je samo hitro obrnil na desno pri isti hitrosti in povečal svojo razdaljo do Tōgōve flote. Čez nekaj minut je admiral Vitgeft ponovno plul proti odprtem morju in kleščast manever admirala Tōga je spodletel, saj so se križarke admirala Deve morale hitro obrniti, da so se izognile Tōgōvi bojni liniji in tako so se odtrgale od ruskih ladij brez da bi izstrelile en sam strel. Tōgō je opazoval Vitgeftovo bojno linijo, kako se hitro premika mimo njegove v nasprotni smeri in je nato hitro ukazal, naj se vsaka vojna ladja obrne samostojno, kar je postavilo njegove križarke v vodstvo, vzporedno z Vitgeftovo bojno linijo.
Okrog 13.25 so Tōgōve bojne ladje, ponovno na razdalji 13 km, začele streljati na Vitgeftovo poveljniško ladjo in Retvizana, slednjega zadeč 12-krat. Okrog 13.30 je ruska poveljniška ladja začela streljati nazaj in z dvema neposrednima zadetkoma s 305 mm granatami pri skrajni razdalji onesposobila Tōgōvo brezžično komunikacijo. Floti bojnih ladij sta se obstreljevali skoraj pol ure in se počasi bližali druga drugi. Ob 14.05 sta bili oddaljeni 5,5 km druga od druge, nakar sta začeli streljati s pomožnimi 155 mm topovi. Tōgōva poveljniška ladja je bila zadeta 20-krat in poskušal jo je malo obrniti in je na vsak način poskušal s svojimi križarkami napasti rusko bojno linijo. Zaradi uničenega radia se je moral s spremljajočimi bojnimi ladjami sporazumevati s signalnimi zastavicami in z radijskimi sporočili z drugih ladij.

### Lov
Japonske križarke so ponovno vzpostavile stik z rusko bojno linijo, ampak jih je hitro odbil ruski ogenj iz 305 mm topov. Obe floti bojnih ladij sta vzdrževali hitrost okrog 14 vozlov, ampak Vitgeft se je ponovno uspel prebiti mimo Tōga in Japonci so bili prisiljeni loviti ruske ladje. Ob 14.45 se je japonska poveljniška ladja bojni ladji Poltava približala na 11 km, ker zaradi težav z motorjem ni mogla vzdrževati hitrosti svoje flote 14 vozlov. Mikasa in Asahi sta Poltavo hitro začela obstreljevati in jo večkrat zadela. Admiral Uhtomski je na bojni ladji  Peresvet opazil stisko Poltave in je ukazal svoji diviziji naj zaostane in pomaga Poltavi in svojo ognjeno moč so začeli koncentrirati na Mikaso in Asahija. Zaradi streljanja divizije admirala Uhtomskega in Poltave sta Mikasa in Asahi bila večkrat zadeta in Tōgō je moral po posredovanju poveljnika štaba prekiniti lov in s svojo višjo hitrostjo prehiteti Vitgeftovo floto in poskusiti vzpostaviti stik pod ugodnejšimi pogoji. Ob 15.20 se je razdalja povečala in streljanje je prenehalo.
Ko so se bojne ladje umaknile, je poskusil napasti admiral Deva s križarkami, ampak so ruske bojne ladje nenadoma napadle nazaj. Okrog 15.40 je ena 305 mm granata zadela križarko admirala Deve Jakumo z razdalje 13 km, kar je bilo izven dosega njegovih 203 mm topov. Admiral Deva se ni odločil za napad svojih križark na ruske bojne ladje.
Takrat je Vitgeftovo skupino 10 vojnih ladij (6 bojnih ladij in 4 križarke) zasledovalo samo Tōgōvih 6 vojnih ladij (4 bojne ladje in 2 oklepni križarki). Do teme so bile samo še 3 ure in admiral Vitgeft je verjel, da je pobegnil admiralu Tōgu izven dosega njegovih topov in da mu bo do nastopa teme dokončno pobegnil. Tudi Tōgō je to vedel in je svojim ladjam naročil, naj plujejo s hitrostjo 15 vozlov, da bi njegova flota dohitela Vitgeftovo. Ob 17.35 so se Tōgōve vojne ladje ponovno približale bojni ladji Poltava, ki je zaostajala, na 5,5 km in jo začele obstreljevati. Pridružil se je tudi admiral Deva as svojimi križarkami in Tōgō je ukazal vsem bojnim ladjam in križarkam, naj obstreljujejo Poltavo, poskušaje potopiti vsaj eno rusko bojno ladjo. Poveljnik Poltave Ivan P. Uspenski je večkrat zadel poveljniško ladjo admirala Tōga. Takrat so granate s Šimose smodnikom v razgretih topovskih ceveh eksplodirale predčasno, kar je ob 17.45 onesposobilo en 305 mm top na Šikišimi, ob 18.10 pa dva 305 mm topova na Asahiju. Ob 18.30 je Tōgō uporabljal samo še 11 od prvotnih 16 topov.

### Prevzem
Razdalja med ladjami se je zmanjšala na okrog 5 km, a je bilo to še vedno izven dosega pomožnih baterij 155 mm in 203 mm topov. Poltava in Peresvet sta bila močno poškodovana, a sta bila še vedno v ruski bojni liniji. Ob 18.30 je imel Tōgō še vedno težave z nadzorovanjem ognja svoje bojne ladje. Šikišima in Asahi sta obstreljevala uničeno Poltavo, Fudži je streljal na Pobjedo in Peresvet, medtem ko se je poveljniška ladja Mikasa borila v duelu s Cesarjevičem. Na ruski bojni ladji Retvizan in Sevastopol ni streljala nobena ladja Japonske cesarske mornarice in sta prosto streljali na Mikaso. Pol ure pred temo japonska poveljniška ladja Mikasa skoraj ni bila več sposobna za boj in rusko obstreljevanje se je z vsakim topovskim strelom zdelo bolj natančno in učinkovito. Poveljniška ladja je signalizirala Asahiju naj prevzame streljanje na poveljujočo rusko bojno ladjo (bojni prevzem). 10 min po prevzemu Asahija je admiral Tōgō izstrelil 305 mm salvo na rusko poveljniško ladjo Cesarjevič in takoj ubil admirala Vitgefta in njegove neposredne sodelavce ter uničil krmilo poveljniške ladje. V eksploziji se je krmilo zvilo na levo stran, tako da se je Cesarjevič obrnil za 180° in se je začel vračati proti svoji bojni liniji. Ker ni oddal nobenega signala s sporočili o dogajanju, druge ladje niso vedele, da je Cesarjevič ne le brez nadzora in svojega admirala, ampak brez poveljstva sploh.

### NapadRetvizana
Knez Pavel Petrovič Uhtomski z bojne ladje Peresvet je kmalu ugotovil da se poveljniška ladja ne bojuje več in je poskusil prevzeti nadzor nad rusko eskadro. To mu ni uspelo, saj je japonska granata odrezala jambor Peresveta in preprečila, da bi dvignili signalne zastavice kot običajno in morali so jih dvigniti na mostu. Tako je bil signal slabše viden in so ga videli samo na Sevastopolu. Nobena druga ruska ladja ni sledila Uhtomskemu.
Takrat je poveljnik Retvizana kapitan Eduard Ščensnovič svojo bojno ladjo nenadoma obrnil proti Tōgōvi bojni liniji in jo napadel z vsem orožjem, čeprav je v ladjo zaradi bojne škode na premcu vtekala voda. Ko se je razdalja zmanjšala na 5 km, je Tōgōva bojna linija svoj ogenj preusmerila na Retvizana. Japonski topničarji niso mogli prilagoditi svojega ognja, saj je bilo morje okrog Retvizana zaradi granat močno pljuskalo. Poleg tega je Tōgōvim bojnim ladjam zmanjkovalo 305 mm granat, veliko glavnih topov pa je bilo tudi onesposobljenih in zato se je boj proti preostalim ruskim ladjam odločil prepustiti svojim križarkam in rušilcem.
Ko so se Tōgōve ladje začele obračati, so izstrelile zadnjo salvo, s katero so večkrat zadele sovražnikove bojne ladje. Eden od strelov je kapitana Ščensnoviča resno ranil v želodec. Retvizan je naredil dimno zaveso in se je prav tako začel obračati stran, ampak bojna ladja je končala spopad med nasprotujočima skupinama bojnih ladij in poveljniško ladjo rešila pred uničenjem. Ruske ladje niso imele druge izbire, kakor da opustijo poskus preboja v Vladivostok in se vrnejo v Port Artur. Še to se je izkazalo za pretežko in mnoge ladje so odtavale po svoje.
Dve uri pozneje je bila večina ruske flote v varnem zavetju Port Arturja. Nazaj se je uspelo vrniti petim bojnim ladjam, eni križarki in desetim rušilcem. Poškodovani Cesarjevič in trije spremljajoči rušilci so odpluli v Kjaočov, kjer so jih zaprle nemške oblasti. Križarka Askold in en rušilec sta odplula v Šanghaj in sta ju prav tako zaprle kitajske oblasti. Križarka Diana je pobegnila v Sajgon in so jo zaprli Francozi. Majhna križarka Novik je zaplula vzhodno okrog japonskih otokov v poskusu preboja v Vladivostok. Japonske križarke so ji sledile in so jo 20. avgusta prisilile, da je nasedla na Sahalinu, kjer jo je po bitki pri Korsakovu uničila lastna posadka.